# Präsidentschaftswahl in Tadschikistan 2020
Die Präsidentschaftswahl in Tadschikistan 2020 wurde am 11. Oktober 2020 abgehalten. Nach dem offiziellen Wahlergebnis wurde Amtsinhaber Emomalij Rahmon mit mehr als 90 % der abgegebenen Stimmen wiedergewählt. Der autoritär regierende Präsident Rahmon ist damit für eine weitere siebenjährige Amtszeit als Staatspräsident legitimiert, an deren Ende wird er seit 33 Jahre an der Spitze der Republik Tadschikistan gestanden haben.

## Wahlsystem
Die Präsidentschaftswahl fand turnusgemäß sieben Jahre nach der vorangegangenen Präsidentschaftswahl 2013 statt. Damals gewann Rahmon die Wahl mit einem Ergebnis von mehr als 83 % der abgegebenen Stimmen. Eine weitere Kandidatur Rahmons wurde durch die tadschikische Verfassung, die maximal zwei siebenjährige Amtszeiten für einen Präsidenten vorschreibt, prinzipiell verboten. Diese Einschränkung galt nach einer dahingehenden Verfassungsänderung für Rahmon allerdings nicht mehr, sodass dieser bei der Präsidentschaftswahl 2020 bereits für seine fünfte Amtszeit kandidieren konnte. Das aktive Wahlrecht galt für alle tadschikischen Staatsbürger, die zum Zeitpunkt der Wahl 18 Jahre oder älter waren, ausgenommen waren Häftlinge und Menschen, die durch eine gerichtliche Entscheidung entrechtet wurden. Das passive Wahlrecht konnte von allen tadschikischen Staatsbürgern im Alter von 30 bis 65 Jahren wahrgenommen werden, vorausgesetzt die Kandidaten sind der tadschikischen Sprache mächtig und haben mindestens zehn Jahre lang in Tadschikistan gelebt. Eine Ausnahme galt auch hinsichtlich der Altersbeschränkung für den Amtsinhaber, der zum Zeitpunkt der Wahl 68 Jahre alt war. Die Nominierung von Kandidaten konnte durch registrierte politische Parteien erfolgen, wodurch die nicht-registrierten, oppositionellen Parteien von der Wahl ausgeschlossen wurden. Für die Gültigkeit des Wahlergebnisses ist eine Wahlbeteiligung von mindestens 50 % nötig, der Wahlsieger muss eine absolute Mehrheit der abgegebenen Stimmen auf sich vereinen, um als Präsident gewählt zu werden. Gelingt dies keinem Kandidaten im ersten Wahlgang, schreibt die Verfassung die Abhaltung einer Stichwahl innerhalb eines Monats nach dem Termin des ersten Wahlgangs vor.

## Hintergrund
Die vergangenen Legislaturperiode war geprägt von einer Stabilisierung des Wirtschaftswachstums bei circa 7 % jährlich, ehe die COVID-19-Pandemie in Tadschikistan auch die wirtschaftliche Entwicklung des Landes maßgeblich beeinflusste. Der Umgang der Regierung mit dem Virus wurde kritisiert, nachdem dessen Ausbreitung in Tadschikistan von der Regierung erst geleugnet wurde und die ersten auftretenden Fälle von COVID-19 als Lungenentzündung diagnostiziert wurden. Nach der Bekanntgabe erster Infektionen in Tadschikistan kam es zu einem raschen Anstieg der gemeldeten Fälle im Mai und Juni, seitdem war die Infektionsdynamik eher rückläufig. Zum Zeitpunkt der Wahl waren insgesamt 10.222 Infektionen mit COVID-19 gemeldet worden. Die wirtschaftlichen Folgen der Pandemie sind auch in Tadschikistan erheblich, für 2020 wird von einem Wirtschaftswachstum von 1 % nach 7,5 % im Vorjahr gerechnet.
Weitere Themen der tadschikischen Politik waren das Verhältnis zu den einflussreichen Großmächten Russland und der Volksrepublik China sowie zu den Nachbarstaaten Tadschikistans, insbesondere zu Usbekistan und Kirgisistan. Neben dem seit dem Zerfall der Sowjetunion stets großen Einfluss Russlands vertritt auch China seine wirtschaftlichen, politischen und militärischen Interessen in Tadschikistan, wodurch Tadschikistan nach dem Great Game im 19. Jahrhundert erneut von den rivalisierenden Interessen von Großmächten beeinflusst wird. Trotz der weit verbreiteten Armut und den Problemen des Landes kam es vor der Wahl zu keinen größeren Protesten wie im selben Zeitraum in Belarus und Kirgisistan. Die Opposition wird weiterhin strikt überwacht und unterdrückt, Pluralismus und Meinungsfreiheit werden in Tadschikistan nicht gewährleistet.

## Kandidaten
Neben dem Amtsinhaber traten vier weitere Kandidaten zur Präsidentschaftswahl an:
- Emomalij Rahmon, Volksdemokratische Partei Tadschikistans
- Rustam Latifsoda, Agrarpartei Tadschikistans
- Rustam Rahmatsoda, Wirtschaftsreformpartei
- Abduhalim Gaffarow, Sozialistische Partei Tadschikistans
- Miroj Abdullojew, Kommunistische Partei Tadschikistans

Präsident Rahmon wurde am 3. September 2020 auf einem Parteitag der Volksdemokratischen Partei nominiert. Mit seiner erneuten Nominierung wurden Gerüchte widerlegt, nach denen Rahmons Sohn Rustam Emomalij anstelle seines Vaters kandidieren könnte. Ein solcher Generationenwechsel an der Staatsspitze wurde durch die Absenkung des minimalen Alters von Präsidentschaftskandidaten auf 30 Jahre im Vorfeld der Wahl ermöglicht, jedoch nicht vollzogen.

## Ergebnis
Das Ergebnis bedeutete eine erneute Wiederwahl Rahmons für eine siebenjährige Amtszeit. Die Wahlbeteiligung lag offiziell bei 85,39 % und übertraf damit die nötigen 50 % deutlich. Mit einem Anteil von 90,92 % der abgegebenen Stimmen konnte Rahmon seinen Stimmanteil gegenüber den vorherigen Wahlen signifikant ausbauen, keiner der Gegenkandidaten erreichte mehr als 5 % der abgegebenen Stimmen. Auf Grund der mangelnden Meinungsfreiheit und der Unterdrückung der Opposition wurde die Wahl von westlichen Beobachtern als weder frei noch fair eingestuft.
| Kandidaten         | Parteien                                 | Stimmen   | %    |
| ------------------ | ---------------------------------------- | --------- | ---- |
| Emomalij Rahmon    | Volksdemokratische Partei Tadschikistans | 3.853.987 | 92,1 |
| Rustam Latifsoda   | Agrarpartei Tadschikistans               | 128.182   | 3,1  |
| Rustam Rahmatsoda  | Wirtschaftsreformpartei                  | 90.918    | 2,2  |
| Abduhalim Gaffarow | Sozialistische Partei Tadschikistans     | 63.082    | 1,5  |
| Miroj Abdullojew   | Kommunistische Partei Tadschikistans     | 49.535    | 1,2  |
| Gesamt             | Gesamt                                   | 4.185.704 | 100  |
|                    |                                          |           |      |
| Ungültige Stimmen  | Ungültige Stimmen                        | 53.135    | 1,3  |
| Wähler             | Wähler                                   | 4.238.839 | 85,4 |
| Wahlberechtigte    | Wahlberechtigte                          | 4.961.188 |      |
|                    |                                          |           |      |
| Quelle: CEC        |                                          |           |      |